# Сарибастауський сільський округ
Сарибаста́уський сільський округ (каз. Сарыбастау ауылдық округі, рос. Сарыбастауский сельский округ) — адміністративна одиниця у складі Кербулацького району Жетисуської області Казахстану. Адміністративний центр — село Сарибастау.
Населення — 1565 осіб (2021; 1740 у 2009, 2350 у 1999, 3322 у 1989).
Станом на 1989 рік існувала Сарибастауська сільська рада (села Архарли, Малай-Сари, Сарибастау, Тари, селище Рудник Архарли). Пізніше селище Рудник Архарли було передане до складу Карашокинського сільського округу.

## Склад
До складу округу входять такі населені пункти:
| Населений пункт             | Населення, осіб (1989) | Населення, осіб (1999) | Населення, осіб (2009) | Населення, осіб (2021) |
| --------------------------- | ---------------------- | ---------------------- | ---------------------- | ---------------------- |
| Архарли, село               | 238                    | 223                    | 180                    | 22                     |
| Балгали, станційне селище   | -                      | 68                     | 25                     | 19                     |
| Малайсари, село             | 1165                   | 243                    | 214                    | 53                     |
| Малайсари, станційне селище | -                      | 712                    | 611                    | 466                    |
| Сарибастау, село            | 1853                   | 1078                   | 677                    | 994                    |
| Тари, станційне селище      | 66                     | 26                     | 33                     | 11                     |